# 羽前豊里駅
羽前豊里駅（うぜんとよさとえき）は、山形県最上郡鮭川村石名坂（いしなざか）にある、東日本旅客鉄道（JR東日本）奥羽本線の駅である。

## 歴史
- 1921年（大正10年）12月15日：開業[2][3]。
- 1962年（昭和37年）10月1日：貨物の取り扱いを廃止[2]。
- 1970年（昭和45年）10月1日：荷物の扱いを廃止[4]。駅員無配置駅となり[5]、簡易委託化[3]。
- 1987年（昭和62年）4月1日：国鉄分割民営化により、JR東日本の駅となる[2]。
- 2007年（平成19年）4月1日：簡易委託を解除し、無人化[3]。
- 2009年（平成21年）3月29日：駅舎の老朽化に伴い、新駅舎に改築し、使用を開始[6]。
- 2024年（令和6年）10月1日：えきねっとQチケのサービスを開始[1][7]。

## 駅構造
単式ホーム1面1線を有する地上駅で、新庄駅管理の無人駅である。以前は島式ホーム1面2線であったが、駅舎に近いほうの1線が撤去され1面1線となった。跨線橋は出入口がふさがれ、1面1線になってからはホームと駅舎への入口が直接スロープで結ばれるようになった。
駅舎は開業当初からの木造で回廊を持ったものを使用していたが、2009年（平成21年）からは新駅舎の使用を開始した。

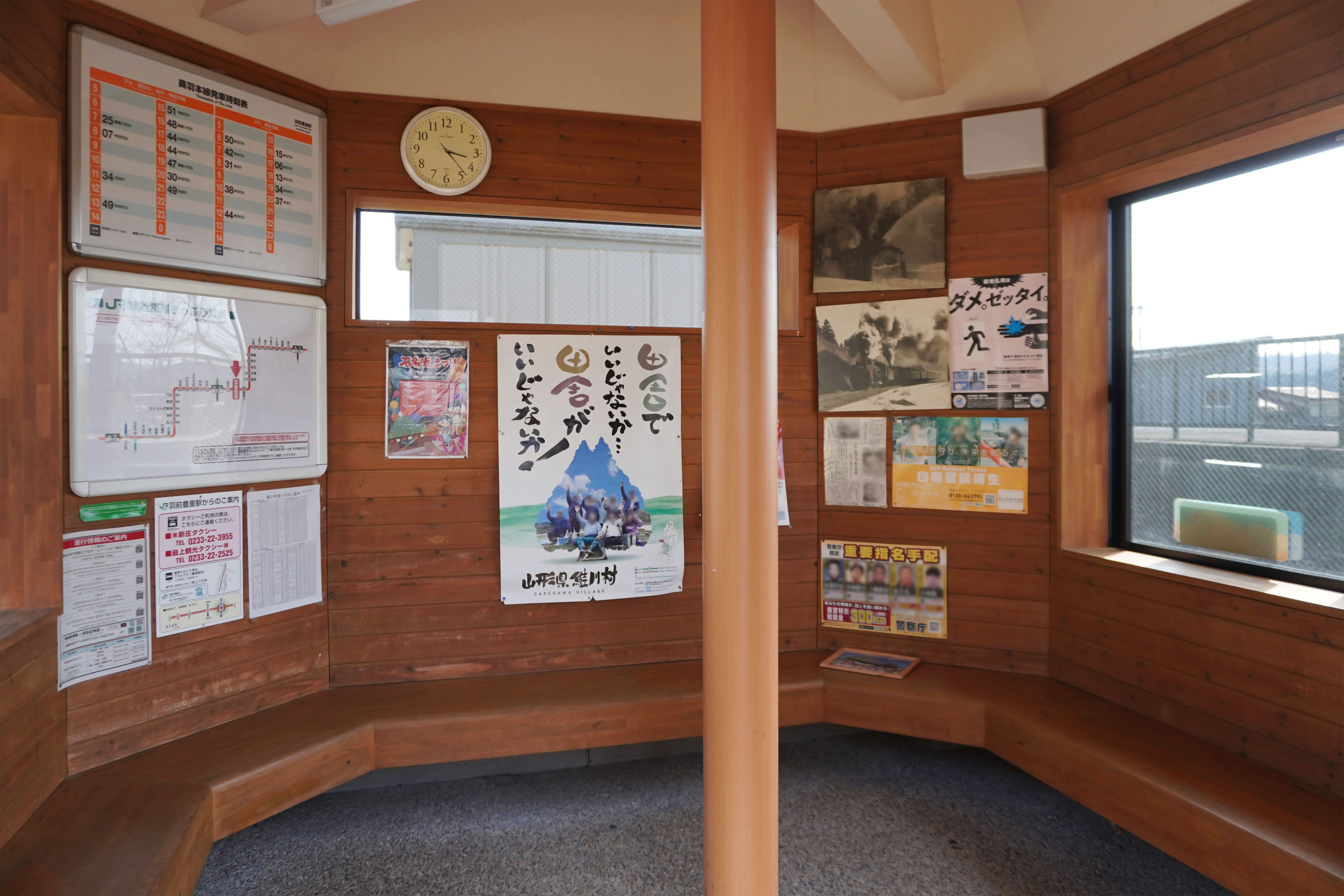
待合室（2024年4月）
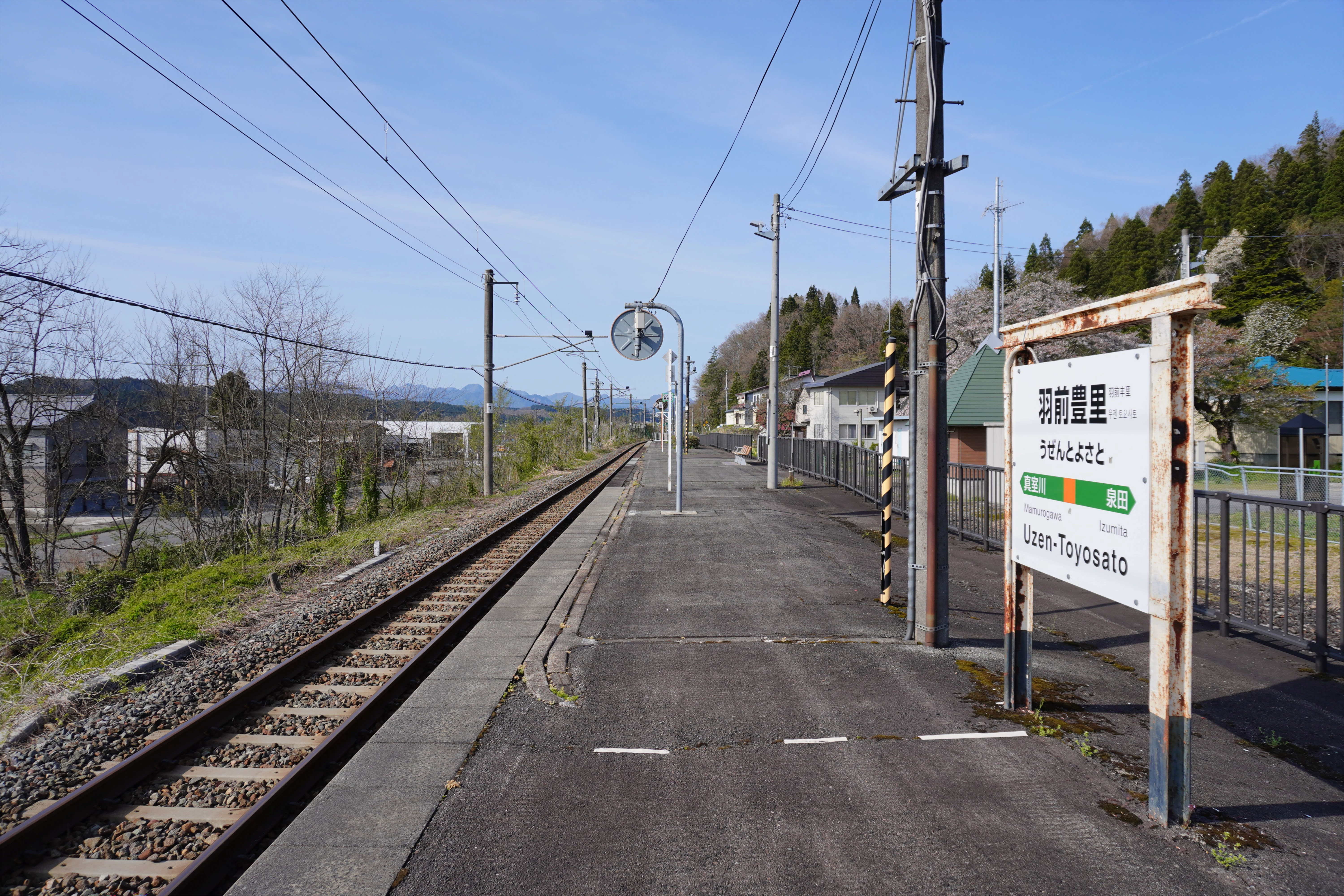
ホーム（2024年4月）

## 利用状況
JR東日本によると、2000年度（平成12年度）- 2006年度（平成18年度）の1日平均乗車人員の推移は以下のとおりであった。
| 乗車人員推移       | 乗車人員推移     | 乗車人員推移   |
| 年度               | 1日平均 乗車人員 | 出典           |
| ------------------ | ---------------- | -------------- |
| 2000年（平成12年） | 77               | [ 利用客数 1 ] |
| 2001年（平成13年） | 79               | [ 利用客数 2 ] |
| 2002年（平成14年） | 71               | [ 利用客数 3 ] |
| 2003年（平成15年） | 68               | [ 利用客数 4 ] |
| 2004年（平成16年） | 65               | [ 利用客数 5 ] |
| 2005年（平成17年） | 57               | [ 利用客数 6 ] |
| 2006年（平成18年） | 59               | [ 利用客数 7 ] |

## 駅周辺
- 鮭川
- 鮭川村営バス（新庄輸送サービス）「豊里駅前」停留所

## 隣の駅
東日本旅客鉄道（JR東日本）
■奥羽本線
□快速
通過
■普通
泉田駅 - 羽前豊里駅 - 真室川駅

### 記事本文
1. 1 2 3 4 5  「駅の情報（羽前豊里駅）：JR東日本」東日本旅客鉄道。2024年9月17日時点のオリジナルよりアーカイブ。2024年9月20日閲覧。
2. 1 2 3  石野哲 編『停車場変遷大事典 国鉄・JR編』 II（初版）、JTB、1998年10月1日、532頁。ISBN 978-4-533-02980-6。
3. 1 2 3  「山形県の鉄道輸送 (PDF)」『山形県』山形県鉄道利用・整備強化促進期成同盟会、2024年6月、47–52頁。2025年4月8日閲覧。
4. ↑  「日本国有鉄道公示第424号」『官報』1970年10月1日。
5. ↑  「通報 ●羽前中山駅ほか8駅の駅員無配置について（旅客局）」『鉄道公報』日本国有鉄道総裁室文書課、1970年10月1日、14面。
6. ↑  「戸沢村、鮭川村 JR陸羽西線、奥羽本線の3駅舎を改築 住民らが完成喜びセレモニー」『山形新聞』山形新聞社、2009年3月30日、朝刊、17面。
7. ↑  「Suicaエリア外もチケットレスで! 東北エリアから「えきねっとQチケ」がはじまります (PDF)」（プレスリリース）、東日本旅客鉄道、2024年7月11日。2024年8月4日閲覧。

### 利用状況
1. ↑  「JR東日本：各駅の乗車人員（2000年度）」東日本旅客鉄道。2024年9月20日閲覧。
2. ↑  「JR東日本：各駅の乗車人員（2001年度）」東日本旅客鉄道。2024年9月20日閲覧。
3. ↑  「JR東日本：各駅の乗車人員（2002年度）」東日本旅客鉄道。2024年9月20日閲覧。
4. ↑  「JR東日本：各駅の乗車人員（2003年度）」東日本旅客鉄道。2024年9月20日閲覧。
5. ↑  「JR東日本：各駅の乗車人員（2004年度）」東日本旅客鉄道。2024年9月20日閲覧。
6. ↑  「JR東日本：各駅の乗車人員（2005年度）」東日本旅客鉄道。2024年9月20日閲覧。
7. ↑  「JR東日本：各駅の乗車人員（2006年度）」東日本旅客鉄道。2024年9月20日閲覧。